# Набу-апла-іддіна
Набу-апла-іддіна (д/н — бл. 855 до н. е.) — цар Вавилону близько 888—855 до н. е. Ім'я перекладається як «Набу дарував спадкоємця».

## Життєпис
Походив з династії «Е» (VIII Вавилонської династії). Син царя Набу-шум-укіна I. Після смерті останнього близько 888 року до н. е. посів трон.
Вступив у протистояння з новим ассирійським царем Ашшур-назір-апалом II. Спочатку 878 року до н. е. підтримав Шадуду, правителя області суху, васала Ассирії. Проти останньої вавилонський цар відправив 3-тисячне військо на чолі із братом Забданну. Проте той зазнав поразки й потрапив у полон. Хоча Ашшур-назір-апал II стверджував у власних написах, що завоював прикордонні фортеці Хірімму та Харуту, на думку дослідників це твердження є повтором дій його попередників. Також вважається малоймовірним, що Вавилон визнав зверхність Ассирії. Ймовірно Набу-апла-іддіна відправив до ассирійського царя подарунки на знак примирення, як розглядалися як данина.
Напевне Набу-апла-іддіна не наважився на тривалу війну з Fссирією з огляду на небезпеrу кочових племен, які значаться як «сутії» (до якого народу вони належали невідомо, оскільки початкове значення сутіїв як арамеїв зникло). Вавилоняни завдали їм поразки й змусили залишити межі свого царства. Слідом за цим здійснив похід проти халдеїв, що осіли в Шумері. Ймовірно ті визнали владу вавилонського царя.
Набу-апла-іддіна загалом продовжив політику попередника зі зміцнення господарства та військової потуги. Було відновлено та прикрашенозаново численні храми Вавилону, Сіппару, Ніппуру, Урука і Борсіппи. Насамперед храми Есагіла в Вавилоні, бога Еанна в Урукі, Шамаша в Сіппарі (останньому присвячена літературна пам'ятка «Табличка Шамаша»).
Водночас в цей час касситська знать остаточно поступається своїми позиціями. Набу-апла-іддіна замінив вінець з пір"ям на конусоподібну (прообраз тіари). При цьому цар підтримував відродження мистецтва і літератури.
Наприкінці життя уклав мирний договір з ассирійським царем Шульману-ашаредом III, що зміцнило міжнародне становище Вавилонського царства. Помер близько 855 року до н. е. Йому спадкував старший син Мардук-закір-шумі I.

## Родина
- Мардук-закір-шумі, цар Вавилону в 855—819 роки до н. е.
- Мардук-бел-усаті, цар Вавилону в 851—850 до н. е.
- Мардук-балассу-ікбі, цар Вавилону в 819—813 роках до н.е.